# اکلاهما (فیلم ۱۹۵۷)
«اکلاهما» (انگلیسی: The Oklahoman (film)) فیلمی در ژانر وسترن است که در سال ۱۹۵۷ منتشر شد.